# STS-121
El STS-121 va ser una missió del transbordador espacial a l'Estació Espacial Internacional (ISS) a través del Transbordador espacial Discovery. Els principals objectius de la missió van ser provar la seguretat i noves tècniques de reparació introduïdes després de l'accident del Columbia del febrer de 2003 així com per lliurar subministraments, equipament i l'astronauta de l'Agència Espacial Europea (ESA), Thomas Reiter de l'Alemanya cap a l'ISS.

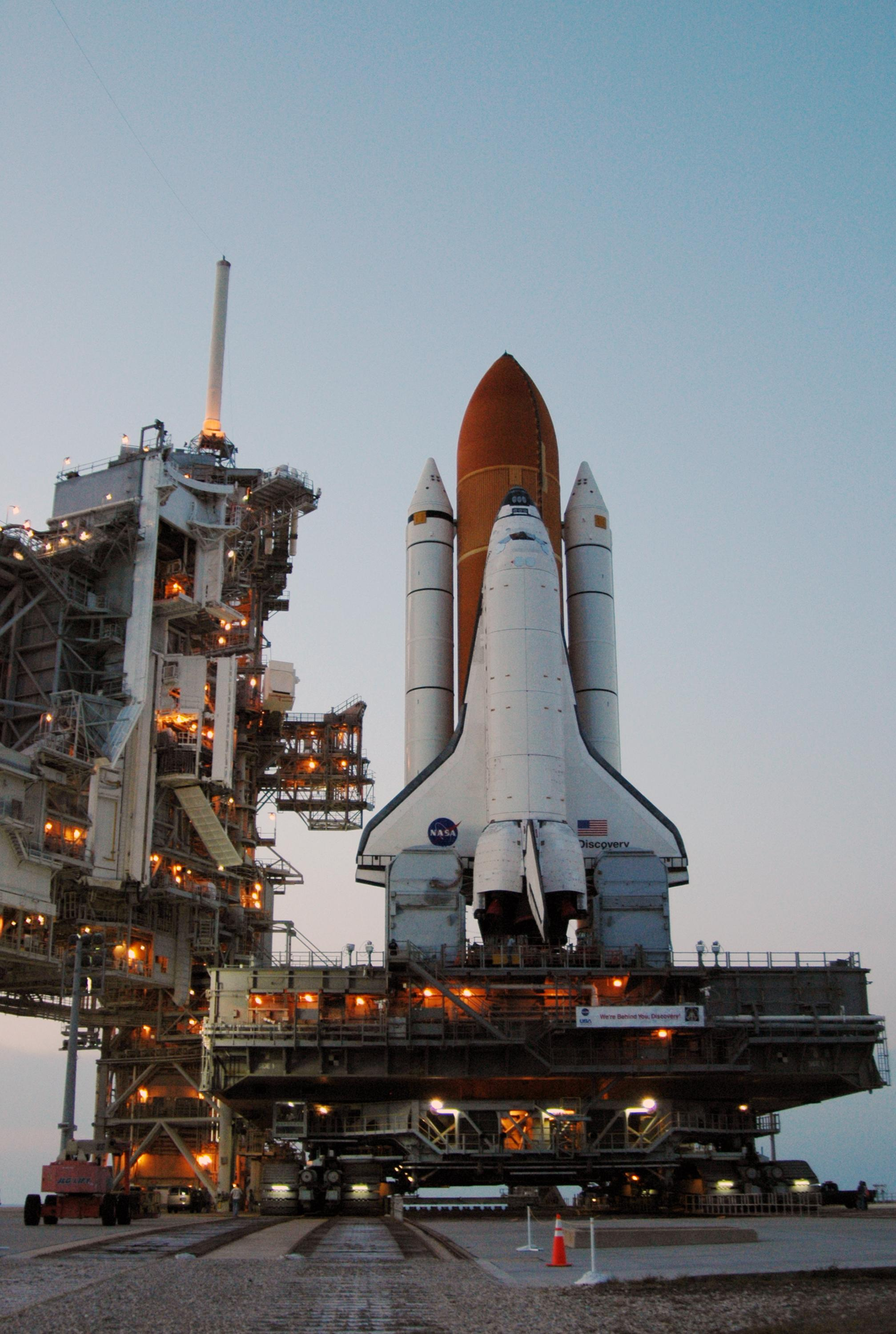
El Discovery arriba a la plataforma de llançament, per a la STS-121.

Després de dos retards relacionats amb el clima, el transbordador va ser llançat amb èxit el dimarts, 4 de juliol de 2006 a les 14:37:55 EDT. Va ser el primer llançament d'un transbordador en el Dia de la Independència dels Estats Units d'Amèrica. La missió va durar 13 dies abans d'aterrar al Kennedy Space Center el 17 de juliol de 2006 a les 09:14:43 EDT.
El STS-121 també va ser designat el ISS Assembly Mission ULF 1.1. A mesura que la missió va seguir el STS-114 en el compliment de les recomanacions formulades en resposta a l'informe de la Junta d'Investigació de l'Accident del Columbia, es va considerar un retorn a la missió de vol de proves. El seu exitós llançament i aterratge va conduir a la NASA per reprendre plenament els llançaments regulars del transbordador espacial per a la construcció de la ISS.

## Antecedents de la missió

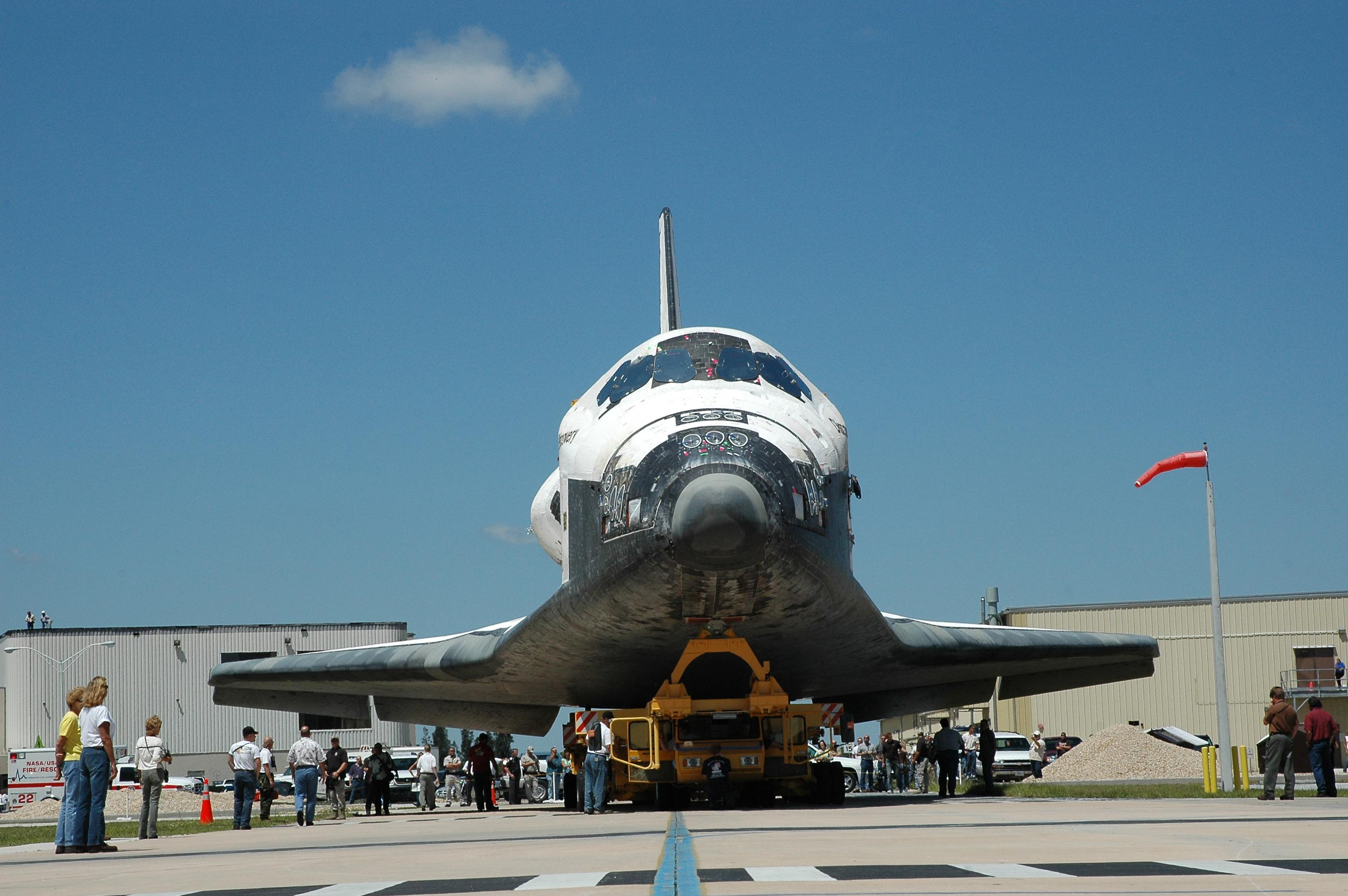
El Discovery es mou des de la OPF al VAB per a la STS-121.

## Equip lliurat a la ISS

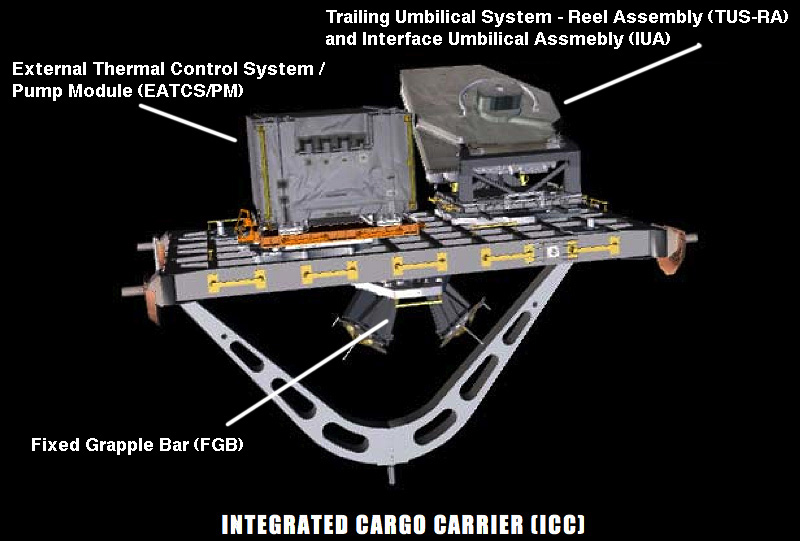
ICC STS-121

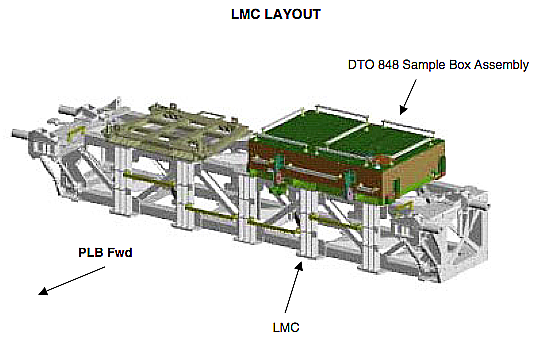
LMC amb la Caixa de Reparacions TPS

## Tripulació
| Posició                     | Astronauta de llançament                                                       | Astronauta d'aterratge                  |
| --------------------------- | ------------------------------------------------------------------------------ | --------------------------------------- |
| Comandant                   | Steven W. Lindsey Quart vol espacial                                           | Steven W. Lindsey Quart vol espacial    |
| Pilot                       | Mark E. Kelly Segon vol espacial                                               | Mark E. Kelly Segon vol espacial        |
| Especialista de la Missió 1 | Michael E. Fossum Primer vol espacial                                          | Michael E. Fossum Primer vol espacial   |
| Especialista de la Missió 2 | Lisa M. Nowak Únic vol espacial                                                | Lisa M. Nowak Únic vol espacial         |
| Especialista de la Missió 3 | Stephanie D. Wilson Primer vol espacial                                        | Stephanie D. Wilson Primer vol espacial |
| Especialista de la Missió 4 | Piers J. Sellers Segon vol espacial                                            | Piers J. Sellers Segon vol espacial     |
| Especialista de la Missió 5 | Thomas A. Reiter, ESA Expedició 13 Segon vol espacial Enginyer de Vol de l'ISS | Cap                                     |